# Vehlovické opuky
Přírodní památka Vehlovické opuky se nachází v katastrálním území Vehlovice asi tři kilometry severně od centra Mělníka ve stejnojmenném okrese. Poprvé zde byla vyhlášena ochrana v roce 2002 nařízením Okresního úřadu Mělník. Chráněné území je v péči Krajského úřadu Středočeského kraje.

## Předmět ochrany
Předmětem ochrany jsou podzemní prostory vzniklé těžbou opuky, významné naleziště svrchnokřídových zkamenělin, zvláště ryb, v uloženinách jizerského souvrství. V zimních měsících tyto prostory slouží jako útočiště některým druhům netopýrů a vrápenců, např. vrápence malého.

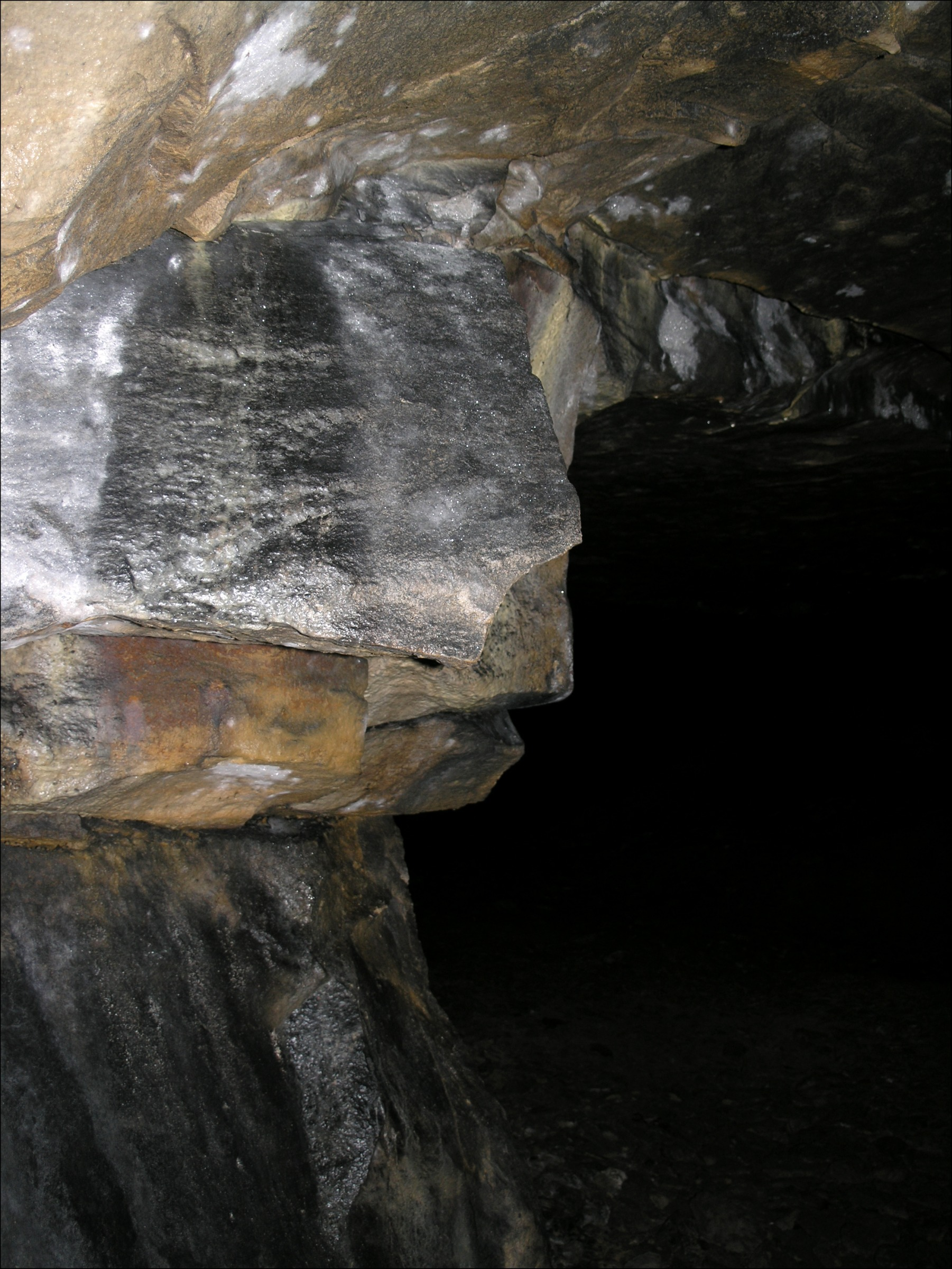
Detail stěny štoly

Předmětem ochrany je rovněž doklad technicky vzácného způsobu podzemní těžby hornin. Lokalita byla vyhlášena též jako geologická, neboť je významnou ukázkou stratigrafie (sledu vrstev) usazených hornin české křídové pánve.

## Historie
V historických pramenech ze 70. let 19. století se uvádí, že popudem k otevření rozsáhlých lomů ve Vehlovicích byla stavba tzv. Polabské dráhy (železniční trať Lysá nad Labem – Ústí nad Labem). Byly zde těženy dvě polohy opuk – spodní a žlutavě zbarvená svrchní, které se přezdívalo „žloutek“. Tato nažloutlá opuka, která byla dobývána i podzemními štolami a v níž se vyskytuje značné množství zkamenělin, byla používána zejména na výrobu dlaždic a žlabů. V lomech byly nalezeny zkameněliny ryb Hoplopteryx zippei (AG.), Parelops pražákii, Serranus cretaceus, Schizospondylus dubius, Macropoma speciosum Reuss, Ptychodus mamillaris AG., raků Enoploclythia leachi (Mant.) a Schlüteria tetracheles a střednoturonského mlže Inoceramus lamarcki Park.
Lokalita byla navržena k ochraně v roce 1996. V té době byl stav lokality velmi špatný, neboť byla z velké části zavezena skládkou a prakticky se proměnila v zarostlé smetiště. Po vyhlášení ochrany bylo území uvedeno do přiměřeného stavu a vstup do podzemních štol, kde sídlí kolonie netopýrů a vrápenců, byl opatřen mříží.